# Pierre Théoma Boisrond-Canal
Pour les articles homonymes, voir Boisrond et Canal.
Pierre Théoma Boisrond-Canal (1832-1905), est un homme politique haïtien, qui est président de la république d'Haïti à trois reprises : du 19 juillet 1876 au 17 juillet 1879, du 1er septembre au 16 décembre 1888 et du 26 mai au 21 décembre 1902. Il est l'un des présidents les plus influents de la république haïtienne. Rêvant de consolider son pouvoir, il ne parvient pas à s'y maintenir dans la durée malgré plusieurs tentatives. Durant ses différentes prises de pouvoir, il fit d'Haïti une grande puissance économique et militaire.

## Biographie

### Les premières années
Pierre Théoma Boisrond-Canal, est né le 12 juin 1832 dans la ville des Cayes. Il commença une carrière militaire. Durant la présidence à vie de Fabre Geffrard, il a été un officier de 1858 à 1867. Il a ensuite pris sa retraite du service militaire et est devenu agriculteur. Mais sa retraite est de courte durée. Il commence sa carrière politique en 1870, lorsqu'il est élu sénateur à Port-au-Prince. Il est de nouveau réélu à ce poste jusqu'en 1875. Après les émeutes de mai 1875, il partit en exil à Kingston en Jamaïque pour quelques semaines. À son retour, il fut nommé, par le président Michel Domingue, commandant de l'armée dans le département de l'Ouest. Il devient alors un homme important dans le gouvernement du président Domingue.

### Présidence

#### (1876-1879)

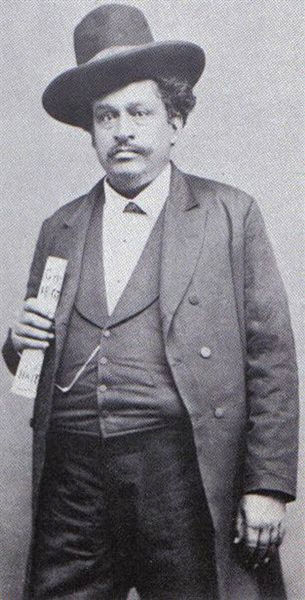
Le président Boisrond-Canal.

Le 23 avril 1876, il remplaça Michel Domingue comme premier président du gouvernement provisoire, avant de devenir finalement le 17 juillet 1876, président d'Haïti. La Constitution de 1867 lui donne un mandat de quatre ans. Alors que Boisrond-Canal préside, des tensions étrangères et en politique intérieure apparaissent dans le paysage politique, notamment en raison des divergences de vues entre les partis nationalistes et libéraux au Parlement. Après un débat houleux à la Chambre des Députés le 30 juin 1879 qui fut suivi par des émeutes à Port-au-Prince, dans lesquelles le chef du Parti libéral, Jean-Pierre Boyer-Bazelais, a joué un rôle important, il était en outre le fondateur et le chef du Parti libéral. Bien que le gouvernement ait réussi à rétablir la loi et l'ordre, Boisrond-Canal, démissionna le 17 juillet 1879 comme président, n'arrivant pas à une médiation entre les partis libéral et national. Le successeur à la présidence fut Lysius Salomon qui instaura une présidence autoritaire et solide. Après sa démission, il partit de nouveau en exil en Jamaïque refusant de s'incliner devant le président Salomon qui a réussi ce que lui voulut accomplir, instaurer un régime présidentiel autoritaire et stable sans aucun respect et devoir envers le Sénat.  

#### (1888)
En 1888, une révolte renverse Salomon et le condamne à l'exil. À ce moment-là, Boisrond-Canal revient d'exil après la chute de Salomon le 10 août 1888. Boisrond-Canal est alors renommé Président d'Haïti à titre provisoire. Bien qu'il tente de conserver le pouvoir, le sénat qui n'est pas en sa faveur négocie son départ. Avant de quitter la présidence, il a choisi son successeur et intronisé le 16 octobre 1888, François Denys Légitime comme nouveau président de la république.  

#### (1902)
Le 26 mai 1902, il a été nommé successeur de Tirésias Simon Sam comme nouveau président d'Haïti. Mais il doit affronter une grande opposition dirigée par son ancien allié, le général Pierre Nord Alexis qui lui succède le 17 décembre 1902 par un coup d'état militaire. Cependant, le président Alexis n'envoie pas son prédécesseur en exil et le laisse poursuivre sa carrière en politique. 

### Dernières années
Boisrond-Canal a été l'un des politiciens les plus influents d'Haïti de son temps et avait même en dehors de son propre règne une influence notable sur la politique d'Haïti. Il meurt à Port-au-Prince le 6 mars 1905. Alexis est renversé quelques années plus tard en 1908. À côté de lui, son frère cadet, Louis-Auguste Boisrond-Canal, a été une personnalité politique active en 1908 en tant que membre de la Commission pour l'ordre public et président d'Haïti par intérim. 

## Sources
- : document utilisé comme source pour la rédaction de cet article.
- Justin Chrysostome Dorsainvil, Manuel d'histoire d'Haïti, Port-au-Prince, Procure des Frères de l'Instruction Chrétienne, 1934, 402 p. (lire en ligne), p. 308-313